# 213 Lilaea
Lilaea /laɪˈliːə/ (định danh hành tinh vi hình: 213 Lilaea) là một tiểu hành tinh kiểu F, lớn và tối ở vành đai chính. Cũng như các tiểu hành tinh kiểu C, nó có thành phần cấu tạo nguyên thủy giàu cacbon.
Ngày 16 tháng 2 năm 1880, nhà thiên văn học người Mỹ gốc Đức Christian H. F. Peters phát hiện tiểu hành tinh Lilaea khi ông thực hiện quan sát ở Clinton, New York và đặt tên nó theo tên Lilaea, một trong số nữ thần Naiad trong thần thoại Hy Lạp.